# Bad Königshofen im Grabfeld
Bad Königshofen im Grabfeld è un comune tedesco di 7 025 abitanti, situato nel land della Baviera. Copre una superficie di 69,52 km².
È bagnato dalla Saale di Franconia, un affluente del Meno.